# Orhun Değişim Programı
 (mai 2024).
La mise en forme du texte ne suit pas les recommandations de Wikipédia : il faut le « wikifier ».
Les points d'amélioration suivants sont les cas les plus fréquents. Le détail des points à revoir est peut-être précisé sur la page de discussion.
- Les titres sont pré-formatés par le logiciel. Ils ne sont ni en capitales, ni en gras.
- Le texte ne doit pas être écrit en capitales (les noms de famille non plus), ni en gras, ni en italique, ni en « petit »…
- Le gras n'est utilisé que pour surligner le titre de l'article dans l'introduction, une seule fois.
- L'italique est rarement utilisé : mots en langue étrangère, titres d'œuvres, noms de bateaux, etc.
- Les citations ne sont pas en italique mais en corps de texte normal. Elles sont entourées par des guillemets français : « et ».
- Les listes à puces sont à éviter, des paragraphes rédigés étant largement préférés. Les tableaux sont à réserver à la présentation de données structurées (résultats, etc.).
- Les appels de note de bas de page (petits chiffres en exposant, introduits par l'outil «  Source ») sont à placer entre la fin de phrase et le point final[comme ça].
- Les liens internes (vers d'autres articles de Wikipédia) sont à choisir avec parcimonie. Créez des liens vers des articles approfondissant le sujet. Les termes génériques sans rapport avec le sujet sont à éviter, ainsi que les répétitions de liens vers un même terme.
- Les liens externes sont à placer uniquement dans une section « Liens externes », à la fin de l'article. Ces liens sont à choisir avec parcimonie suivant les règles définies. Si un lien sert de source à l'article, son insertion dans le texte est à faire par les notes de bas de page.
- La présentation des références doit suivre les conventions bibliographiques. Il est recommandé d'utiliser les modèles {{Ouvrage}}, {{Chapitre}}, {{Article}}, {{Lien web}} et/ou {{Bibliographie}}. Le mode d'édition visuel peut mettre en forme automatiquement les références.
- Insérer une infobox (cadre d'informations à droite) n'est pas obligatoire pour parachever la mise en page.

Pour une aide détaillée, merci de consulter Aide:Wikification.
Si vous pensez que ces points ont été résolus, vous pouvez retirer ce bandeau et améliorer la mise en forme d'un autre article.
Le programme Orhun, Orhun Student Exchange Program ou Projet Orhun est un programme d'échange d'étudiants de l'Organisation des États turciques (OET) lancé par l'Association des universités turciques en 2013.
Il s'agit d'un programme d'échange international qui peut être utilisé par les étudiants qui souhaitent étudier pendant un ou deux semestres au cours d'une année universitaire dans des universités membres de l'Organisation des universités turciques, de l'Organisation des États turciques, ou par des membres du corps professoral qui souhaitent bénéficier d’une mobilité pendant une durée déterminée,,,.

## Objectifs
-Établir une coopération entre les établissements d'enseignement supérieur sur la base d'une histoire, d'une culture et d'un patrimoine linguistique communs, en élevant des générations hautement conscientes d'une identité commune grâce à la mise en œuvre de normes éducatives modernes au niveau scientifique,
-Harmonisation des programmes dans les universités membres,
-Mise en place d'un système commun de transfert de crédits,
-Encourager les programmes de formation des enseignants,
-Créer un cadre approprié permettant aux universités membres de reconnaître l'équivalence des diplômes de chacune,
-Réaliser des programmes communs de formation, de recherche et des projets de mise en œuvre,
-Organiser des colloques, des évènements scientifiques et des concours dans les domaines de la culture, des sciences et du sport entre les universités membres,
-Distribuer des bourses spéciales aux étudiants du monde turcique, 

## Pays participants
| Pays membres de l'OET     | Ouzbékistan Turquie Kirghizistan KazakhstanAzerbaïdjan |
| Pays non-membres de l'OET | Hongrie                                                |

## Source
1. ↑  « TÜRKÜNİB », turkunib.org (consulté le 8 mai 2024)
2. ↑  (tr) Üniversitesi, « Tanıtım », orhun.gazi.edu.tr (consulté le 8 mai 2024)
3. ↑  « Orhun Değişim Programı », www.ayu.edu.tr (consulté le 8 mai 2024)
4. ↑  « E.Ü.International Relations Office », international.ege.edu.tr (consulté le 8 mai 2024)